# 「生業を返せ、地域を返せ!」福島原発訴訟
「生業を返せ、地域を返せ!」福島原発訴訟（なりわいをかえせ、ちいきをかえせ ふくしまげんぱつそしょう）とは、2011年に起きた福島第一原子力発電所事故の被災者が国と東京電力を相手に起こした集団訴訟。原告数は提訴時で3864人であり、福島第一原子力発電所事故で国と東京電力を相手取った集団訴訟としては最大規模の訴訟となる。通称「生業訴訟」（なりわいそしょう）。
2013年3月に福島県相馬市でスーパーを経営する中島孝を原告団長として提訴された。
2017年10月10日に福島地方裁判所（金沢秀樹裁判長）で下された判決は、国と東京電力の責任を認め、賠償金の上積みを認め、原告約2900人に総額約5億円の賠償を支払いを命じた。また、賠償対象範囲を茨城県の一部地域に拡大を認めたが、居住地の放射線量を事故前の水準に戻す原状回復請求については却下している。同年10月24日、原告、被告共に判決を不服として控訴し、2018年10月1日から仙台高等裁判所（市村弘裁判長）で審理が開始された。
仙台高等裁判所は2020年9月、国と東電の賠償責任を認め、国と東電に約10億1000万円の支払いを命じた。原告の双方（国と東京電力）は上告したが、最高裁判所は2022年3月2日付で東京電力の上告を退け、賠償額は確定した。
2022年6月17日、最高裁判所第二小法廷は国の賠償責任を認めない判決を下した。裁判長は菅野博之、判事は草野耕一、岡村和美、三浦守。三浦のみ判決反対であり、判決文の全54ページ中30ページに反対意見を述べている。